# Lawson Nunatak
Lawson Nunatak är en nunatak i Antarktis. Den ligger i Östantarktis. Australien gör anspråk på området. Toppen på Lawson Nunatak är 1 016 meter över havet.
Terrängen runt Lawson Nunatak är huvudsakligen platt, men norrut är den kuperad. Terrängen runt Lawson Nunatak sluttar norrut. Trakten är obefolkad. Det finns inga samhällen i närheten. 